# Broek in Waterland
Broek in Waterland is een dorp in de gemeente Waterland, ten noorden van Amsterdam. Broek in Waterland telt 2.810 inwoners. Het dorp heeft een beschermd dorpsgezicht. De plaats telt tientallen rijksmonumenten.

## Geschiedenis
Oudste vermelding is 1342 als Broeck en 1420 als Broec in Waterland. Het dorp was onderdeel van de heerlijkheid Waterland, die in 1409 in zijn geheel aan het graafschap Holland werd toegevoegd, omdat het geslacht Persijn uitstierf. Sindsdien werd het bestuurd door een baljuw, samen met de zes Waterlandse hoofddorpen Ransdorp, Zuiderwoude, Landsmeer, Zunderdorp en Schellingwoude. Tussen 1619 en 1811 maakte Broek in Waterland deel uit van de Waterlandse Unie.
In de 15e en 16e eeuw was het een bloeiende handelsplaats door graanimport uit het Oostzeegebied, haringvisserij en walvisvaart. Tijdens de Tachtigjarige Oorlog werd Broek in 1573 door de Spanjaarden aangevallen, waarbij de inwoners werden mishandeld en het dorp werd geplunderd en in brand gestoken. Na de slag op de Zuiderzee in 1573 herstelde zich de handel en werd het dorp herbouwd. In 1628 werden de nabijgelegen meren Belmermeer en Broekermeer (evenals het Buikslotermeer) drooggemaakt.
Het dorp groeide in de 17e eeuw uit tot renteniersdorp voor bemiddelde Amsterdammers. Ook handelaren en reders woonden in de statige houten panden, vaak geschilderd in een tint grijs die bekend staat als "Broekergrijs", en versierd met een deurkalf. De huizen hebben een ceremoniële voordeur. Deze werd gebruikt bij bruiloften en begrafenissen. Een van de huizen, vanwege de slappe ondergrond altijd bestaande uit een houten constructie, is ontworpen door Hendrick de Keyser.
Het dorp stond in de 18e eeuw bekend om zijn schoonheid, letterlijk en figuurlijk. Keizer Jozef II kwam, incognito rondreizend in Nederland, in 1781 langs, maar werd niet binnengelaten omdat de boerin geen tijd had. 5 jaar later kreeg het dorp lantaarnpalen om de veiligheid van het dorp te verbeteren. Van de originele lantaarnpalen staan er nog twee in het dorp en zijn beide beschermd als rijksmonument. Ook Napoleon bracht in 1811 een bezoek aan het dorp en genoot van het pagode-achtige prieel. Na de Franse tijd liep de welvaart terug, de inkomsten kwamen vooral uit de melkveehouderij. Het dorp werd in 1971 aangewezen tot beschermd dorpsgezicht en werd daarna (weer) populair bij rijke Amsterdammers.
Van 1888 tot 1956 had het dorp een tramverbinding met Amsterdam-Noord en Volendam. De Waterlandse tram had ook een halte Broek in Waterland, het vroegere stationsgebouw bestaat nog.
Tot 1991 was Broek in Waterland een zelfstandige gemeente (voor 1795 bangebied) met de kernen Uitdam en Zuiderwoude. Sindsdien maakt het deel uit van de gemeente Waterland.

## Sint-Nicolaaskerk
Het oudste gebouw van het dorp is de hervormde Sint-Nicolaaskerk, die uit de 14e eeuw stamt. Nadat hij door de Spanjaarden in 1573 in brand was gestoken, werd hij in 1628 op de oude fundamenten weer opgebouwd. Een deel van het interieur stamt nog uit de zeventiende eeuw. Er liggen 273 grafstenen in de kerk, waaronder die van de bekende Neeltje Pater (1730-1789), aandeelhoudster van de VOC. In 1832 werd er een orgel in gebouwd, door de Utrechtse orgelbouwer Wander Beekes.

## Verkeer en vervoer

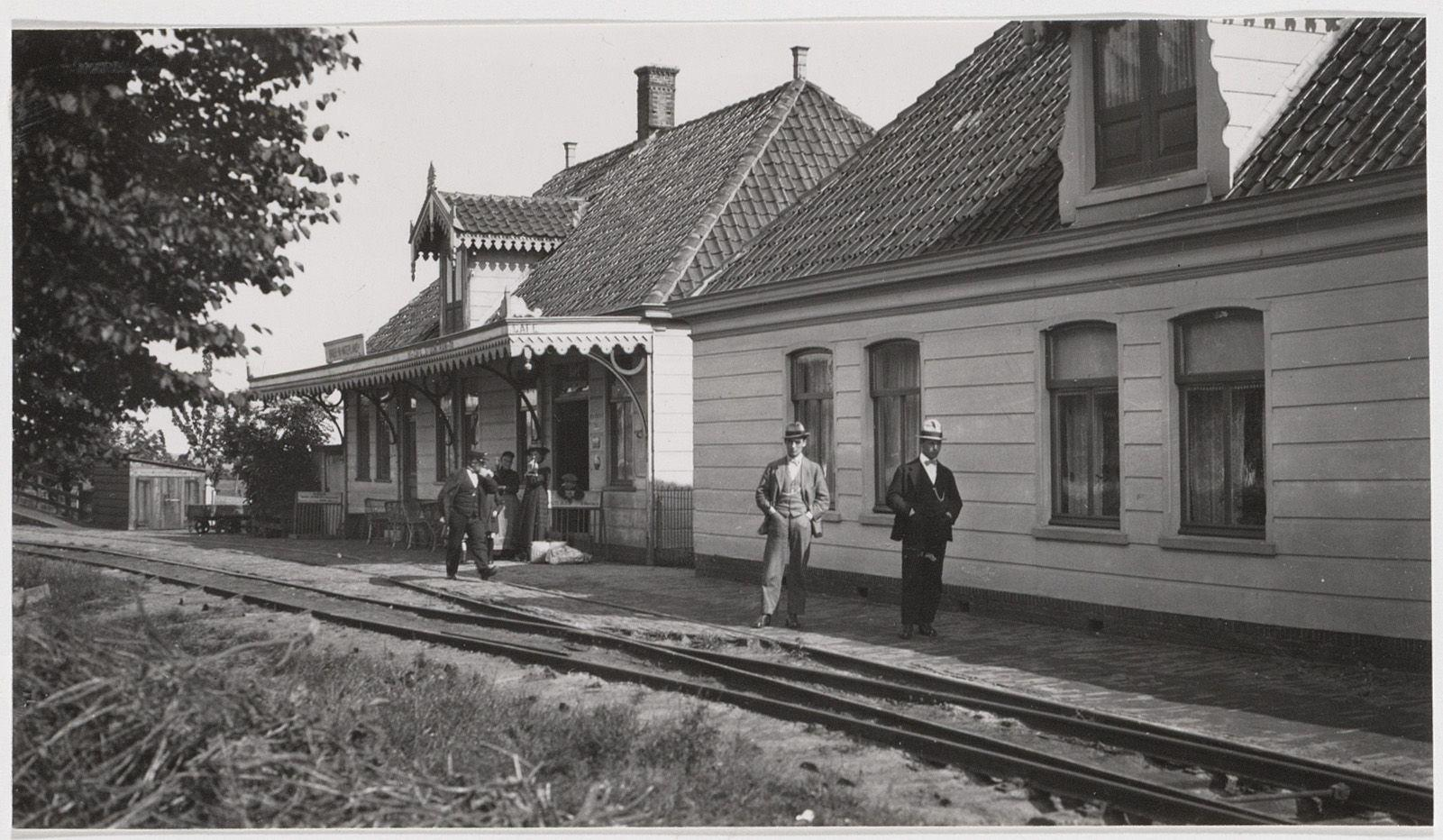
Station van de Noord-Hollandsche Tramweg-Maatschappij in Broek in Waterland; 1922.

Tot de komst van de stoomtram waren de trekschuit en de beurtveren de belangrijkste middelen van transport. Van 1888 tot 1956 had Broek in Waterland een tramverbinding enerzijds naar Amsterdam-Noord en anderzijds naar Monnickendam, Edam en Volendam. Het vroegere tramstation is nog aanwezig. Na opheffing van de tram namen busdiensten het vervoer over. Aanvankelijk door de NACO, na 1972 door de NZH, vanaf 1999 door Connexxion en vanaf 2005 door Arriva. Het busvervoer vanuit Monnickendam wordt sinds 11 december 2011 verzorgd door EBS. Broek in Waterland is gelegen aan de Provinciale weg 247 (N247) van Amsterdam naar Hoorn, dit is tevens de belangrijkste route voor de bussen van het streekvervoer.

## Geboren
- Johannes Worp (1821-1891), componist
- Claes Jansz Vooght (1638-1696), astronoom, wiskundige, onderwijzer en cartograaf
- Jacob Hooft (1853-1930), organist en componist
- Pieter Kok (1980), diskjockey en radioproducer
- Floor Spaan (2003), voetbalspeelster

## Trivia
- Veel mensen uit de buurt noemen het dorp bij de koosnaam: Broek. Een vergelijkbare situatie geldt voor de dorpen Broek op Langedijk en Babyloniënbroek.
- De zuidzijde van Broek in Waterland grenst aan de Volgermeerpolder (wat feitelijk geen polder is), en dat in gebruik was als vuilnisbelt en waar jarenlang giftig vuil is gestort door de gemeente Amsterdam. De Volgermeer is de grootste vervuilde locatie van Nederland die in 2006 is ingekapseld en waarop nu een natuurgebied is verrezen.
- Er is een legende die zegt dat in het Havenrak de schat van Neeltje Pater (1730-1789), aandeelhoudster van de VOC zou liggen, hiervoor is echter nooit enig bewijs gevonden.
- In het prieel aan De Erven (in de volksmond "de theekoepel") heeft Napoleon Bonaparte een kop thee gedronken.
- Sinds enkele jaren wordt er gesproken van Broek-Noord en Broek-Zuid, door de tweedeling van het dorp door de provinciale weg N247. Ook de ANWB borden zijn hierop aangepast. Dit was nooit eerder het geval.

## Afbeeldingen

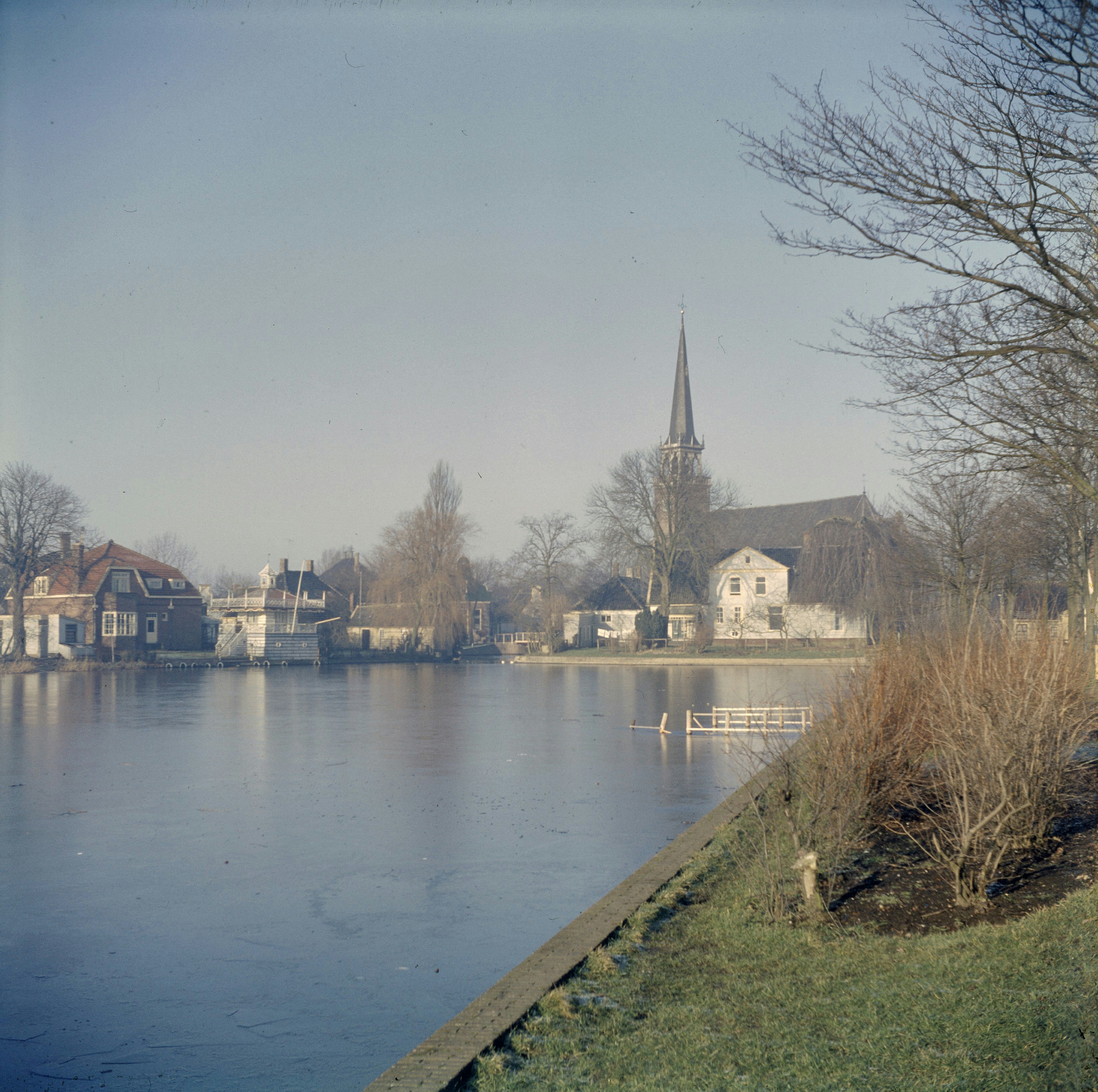
Gezicht op het dorp in 1959.
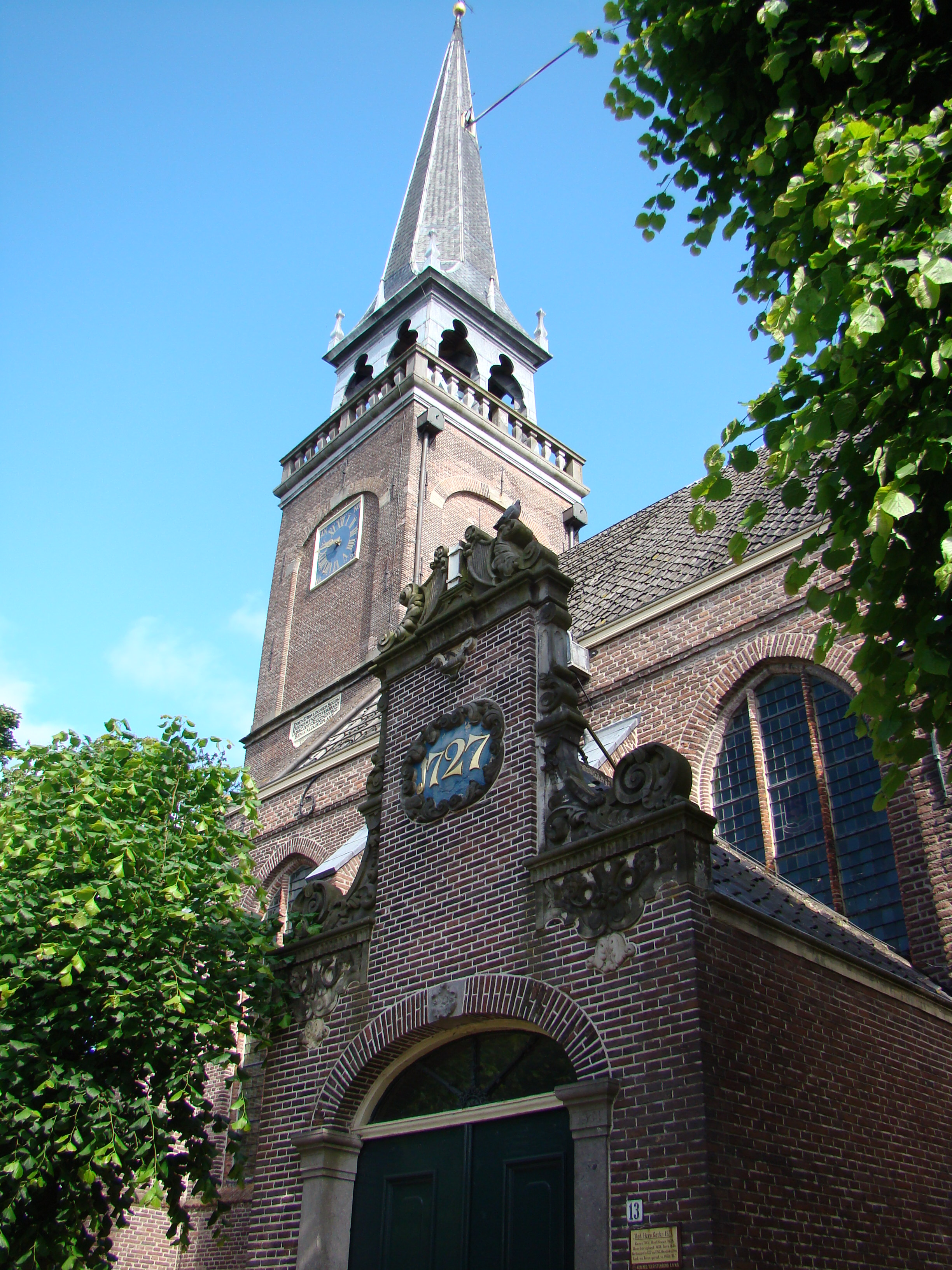
Sint-Nicolaaskerk
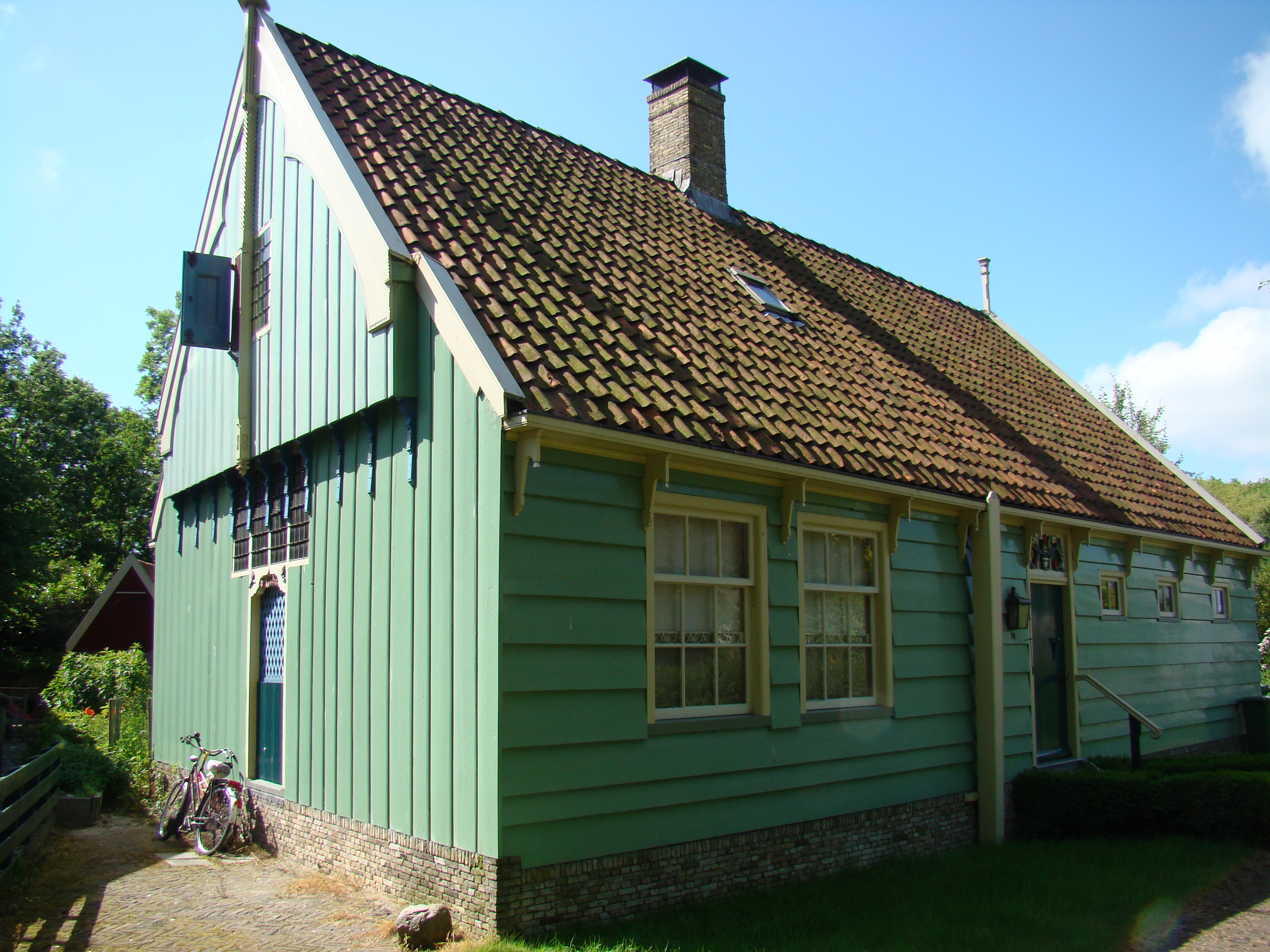
Voordeur en gevel van huis in Broek in Waterland
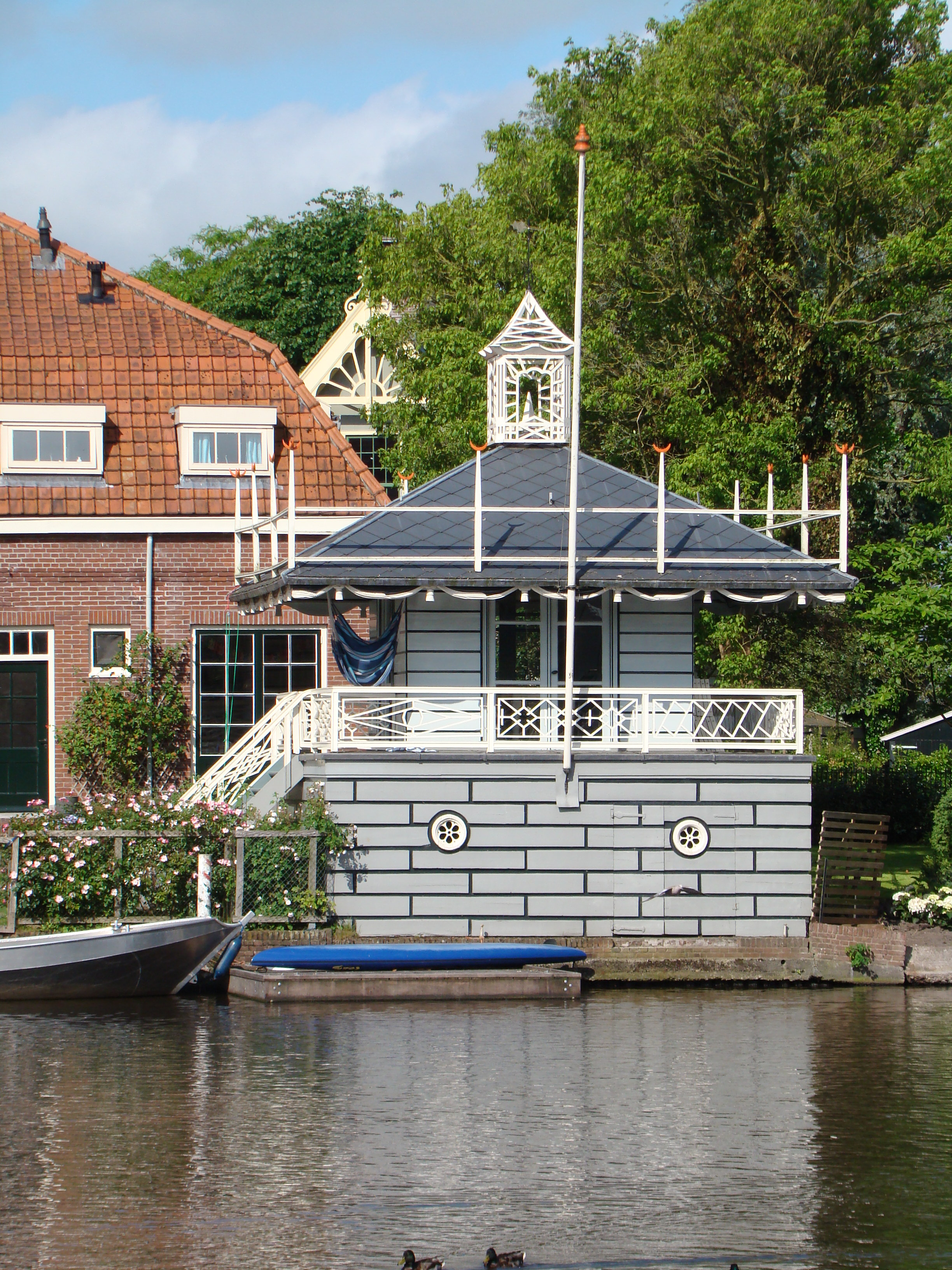
Theehuis in Broek in Waterland
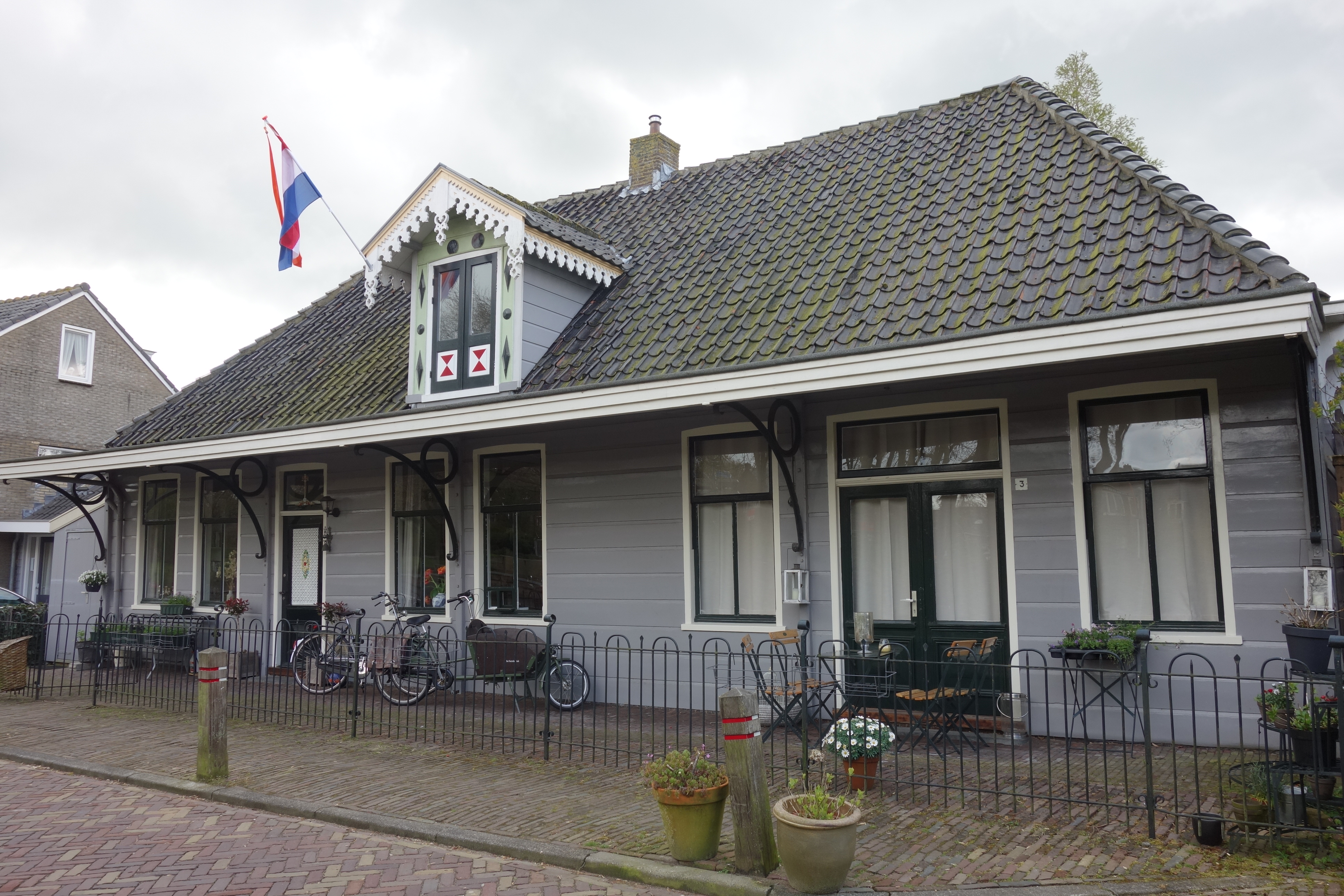
Het voormalige tramstation in Broek in Waterland. Het is nog herkenbaar aan de perronoverkapping.
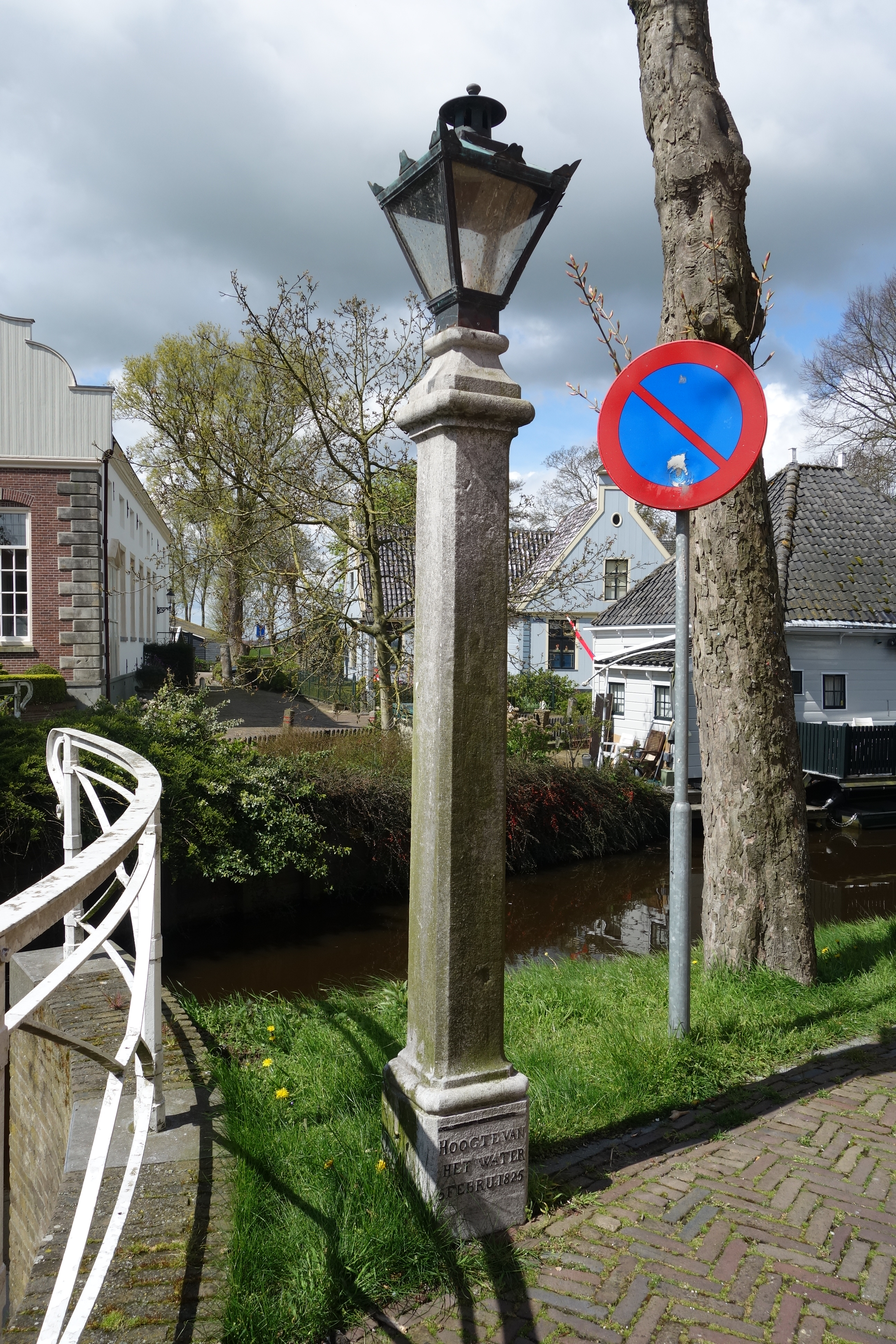
Een van de originele lantaarnpalen uit de 18e eeuw.

Stad: Monnickendam

Dorpen en gehuchten: Broek in Waterland · Ilpendam · Katwoude · Marken · Purmer (De Purmer) (deels) · Uitdam · Watergang · Zuiderwoude

Buurtschappen: Achterdichting · De Kets · Grotewerf · Havenbuurt · Het Schouw (deels) · Kerkbuurt · Minnebuurt · Moeniswerf · Overleek · Rozewerf · Wittewerf · Zedde

Noord-Holland: Steden en dorpen in Noord-Holland      Nederland: Provincies · Gemeenten